# 纬湃科技
纬湃科技（Vitesco Technologies）是一家德国汽车零部件制造商。总部在德国雷根斯堡。纬湃科技是2019年初由大陆集团的动力总成部门分拆独立而成。生产汽车的电动与内燃机的传动总成与动力总成零部件。

## 历史
2019年1月1日，大陆集团动力总成事业群（Continental Powertrain Division）股权分拆独立组建为纬湃汽车。纬湃科技与 “大陆汽车技术”、“大陆橡胶技术”三者组成大陆集团。2019年10月1日正式使用“Vitesco Technologies”新名字。名字源自拉丁文“vita”（意为life）。
2021年9月16日在法兰克福证券交易所的高级市场板块上市交易，交易代码为VTSC。ISIN：DE000VTSC017。

## 组织架构
Andreas Wolf从2018年起担任大陆集团动力总成事业群负责人，公司分立后任纬湃科技CEO。
纬湃科技划为垂直的业务事业部：
- 电子控制 （Electronic Controls）
- 新能源科技 （Electrification Technology）
- 感知与驱动 （Sensing & Actuation）

纬湃科技的中国区总部设在上海市杨浦区。在中国的长春市、天津市、芜湖市设有独资工厂。在中国设6处研发基地。在天津市设有亚太区研发中心。